# Syneches stigma
Syneches stigma är en tvåvingeart som först beskrevs av Walker 1865.  Syneches stigma ingår i släktet Syneches och familjen puckeldansflugor. Inga underarter finns listade i Catalogue of Life.